# Konzeptionistinnen

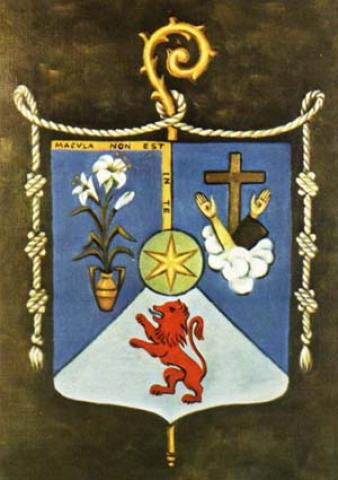
Ordenswappen der Konzeptionistinnen

Der Orden von der Unbefleckten  Empfängnis Mariens (lat.: Ordo de Conceptione Immaculata Beatae Mariae Virginis, Ordenskürzel: OConc) oder die Konzeptionistinnen ist eine Ordensgemeinschaft in der römisch-katholischen Kirche. Er wurde 1484 von der hl. Beatrix da Silva Meneses (1424–1490) in Toledo gegründet.

## Geschichte
Nachdem Beatrix fast 40 Jahre bei den Dominikanerinnen gelebt, aber keine Ordensgelübde abgelegt hatte, verließ sie 1484 das Kloster und wurde in Toledo sesshaft. Hier gründete sie den ersten Konvent des Ordens von der Unbefleckten Empfängnis. Aus dem lateinischen conceptio, das heißt, Empfängnis, leitete sich dann die Ordensbezeichnung Konzeptionistinnen ab.
Die vermutlich von Beatrix erarbeitete Ordensregel wurden mit der päpstlichen Bulle Inter universa vom 30. April 1489 durch Papst Innozenz VIII. explizit nicht anerkannt. Beatrix wurde zur Auflage gemacht, die Ordensregel einer bereits approbierten Kongregation zu übernehmen. Daraufhin übernahmen die Konzeptionistinnen die Ordensregel der Zisterzienserinnen. Nach dem Tod von Beatrix (1490) wurde die Ordensgemeinschaft den Franziskanern angegliedert. Durch die Intervention des Erzbischofs von Toledo, Gonzalo Kardinal Jiménez de Cisneros, unter dessen Jurisdiktion die Nonnen standen, genehmigte Papst Julius II. den ersten Regelentwurf Beatrix’. Die päpstliche Approbation erfolgte am 17. September 1511 mit der Bulle Ad statum prosperum.

## Entwicklung
Der Orden der Konzeptionistinnen breitete sich vor allem in Spanien und den spanischsprachigen Ländern Südamerikas aus; dort liegt auch heute noch ihr Schwerpunkt. Die Ordensgemeinschaft zählt heute ca. 2000 Nonnen in 160 Klöstern. Hierzu gehören auch die 19 Klöster in Spanien, die 1957 von der „Föderation Beatriz de Silva“ errichtet worden sind. Das Mutterhaus hat seinen Sitz in Toledo. Seit 1747 waren die Konzeptionistinnen auch in Peru ansässig, hier wurden sie von den Franziskanern betreut. Darüber hinaus hatte der Orden in Südamerika eine große Bedeutung für die Evangelisierung weiterer Länder wie Argentinien, Brasilien, Ecuador, Kolumbien und Mexiko. Weiterhin gibt es Niederlassungen in Äquatorialguinea und Indien.

## Habit

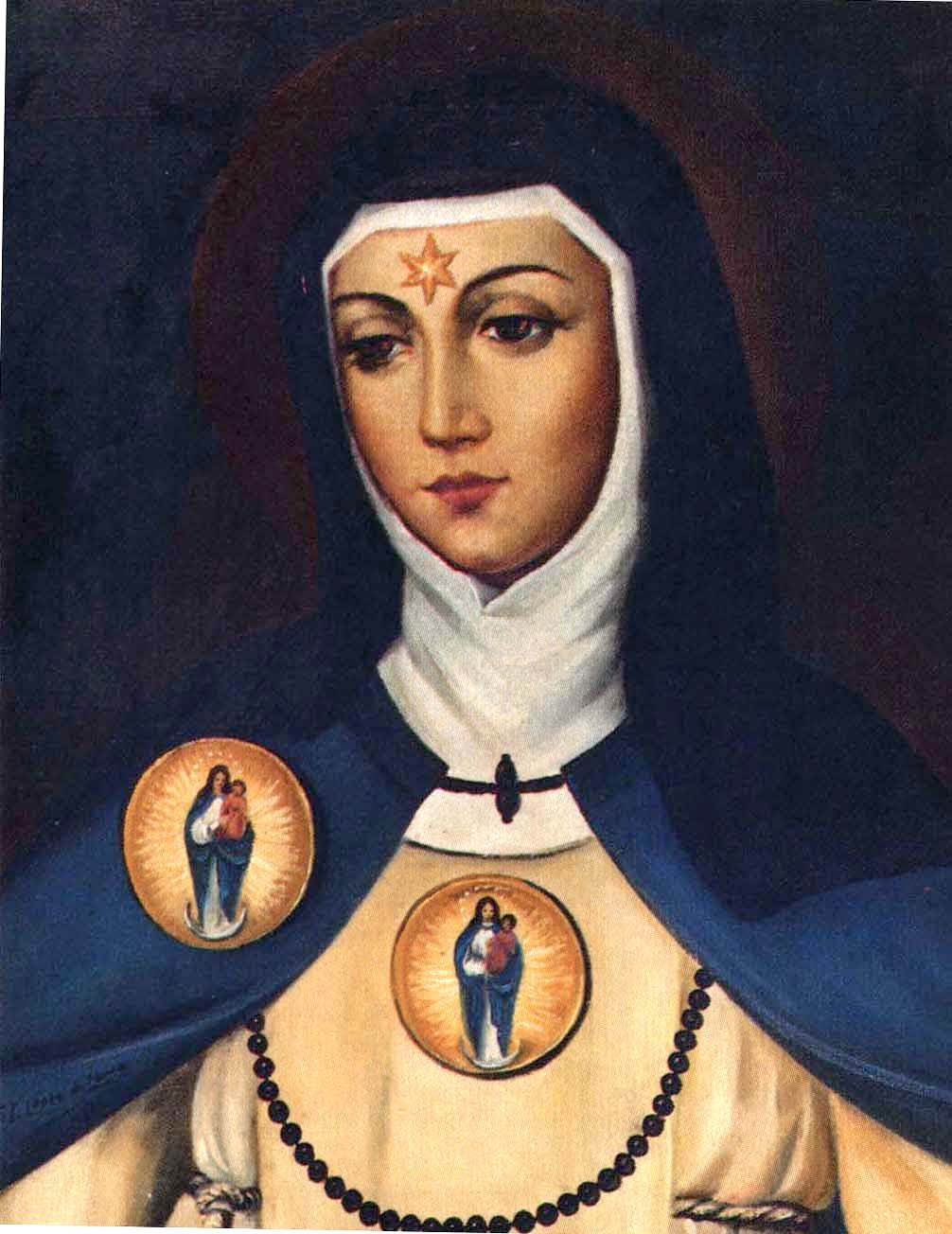
Hl. Beatrix da Silva Meneses im Habit der Konzeptionistinnen

Zum Habit der Konzeptionistinnen gehört eine weiße Tunika und ein ebenfalls weißes Skapulier mit himmelblauem Chormantel. Auf dem Skapulier und dem Chormantel befindet sich ein Emblem mit einer Darstellung der Jungfrau Maria. Als Zingulum tragen die Konzeptionistinnen die franziskanische Kordel mit den drei Knoten.

## Missionsschwestern
Vier Konzeptionistinnen gründeten auf Betreiben und unter dem Schutz des Missionsbischofs Amadeus Bahlmann OFM 1910 in Brasilien die Ordensgemeinschaft der Missionsschwestern von der Unbefleckten Empfängnis der Mutter Gottes (Ordenskürzel: SMIC und auch bekannt unter dem Namen Wilkingheger Missionsschwestern).